# すいか SOUTHERN ALL STARS SPECIAL 61SONGS
『すいか SOUTHERN ALL STARS SPECIAL 61SONGS』（すいか サザンオールスターズ・スペシャル・シックスティ・ワン・ソングス）は、サザンオールスターズのベスト・アルバム。1989年7月21日にCDとカセットテープで発売。発売元はタイシタレーベル。
数量限定商品のため、現在は廃盤作品となる。

## 背景・リリース
デビューしてから10年余りにわたって発売された楽曲を61曲収録したCD4枚組の作品。代表曲をまとめた作品ではなく、発売順にA面、B面、アルバム曲が収録されている。
当初は45万セットのみの予定であったが、予約の段階だけで45万セットを超え、最終的には予約された数量を販売することとなり、発売日には予約なしでは、購入することができなかった。

## チャート成績
1989年8月28日付のオリコンチャートで週間1位を獲得した。オリコン調べの「1位を獲得した最高額のアルバム」として本作（税込1万円）が記録している。

## 収録曲
収録曲は各作品で説明しているため、ここでは説明を省略する。
※印はオリジナルアルバム未収録曲。タイトル表記は基本的にオリジナル収録時のものに従った。

### Vol.1 1978〜1980
1. 勝手にシンドバッド
（作詞・作曲：桑田佳祐 / 編曲：斉藤ノブ & サザンオールスターズ / 管編曲：Horn Spectrum）
2. 別れ話は最後に
（作詞・作曲：桑田佳祐 / 編曲：サザンオールスターズ / 管編曲：Horn Spectrum）
3. 当って砕けろ
（作詞・作曲：桑田佳祐 / 編曲：サザンオールスターズ / 管編曲：Horn Spectrum）
4. 恋はお熱く
（作詞・作曲：桑田佳祐 / 編曲：サザンオールスターズ）
5. 瞳の中にレインボウ
（作詞・作曲：桑田佳祐 / 編曲：サザンオールスターズ）
6. 女呼んでブギ
（作詞・作曲：桑田佳祐 / 編曲：サザンオールスターズ / 管編曲：Horn Spectrum）
7. お願いD.J.
（作詞・作曲：桑田佳祐 / 編曲：サザンオールスターズ / 弦管編曲：新田一郎）
8. 思い過ごしも恋のうち
（作詞・作曲：桑田佳祐 / 編曲：サザンオールスターズ / 弦管編曲：新田一郎）
9. Let It Boogie
（作詞・作曲：桑田佳祐 / 編曲：サザンオールスターズ / 弦管編曲：兼崎ドンペイ）
10. いとしのエリー
（作詞・作曲：桑田佳祐 / 編曲：サザンオールスターズ / 弦編曲：新田一郎）
11. タバコ・ロードにセクシーばあちゃん
（作詞・作曲：桑田佳祐 / 編曲：サザンオールスターズ / 弦管編曲：新田一郎）
12. 私はピアノ
（作詞・作曲：桑田佳祐 / 編曲：サザンオールスターズ / 弦管編曲：八木正生）
13. 涙のアベニュー
（作詞・作曲：桑田佳祐 / 編曲：サザンオールスターズ / 弦管編曲：八木正生）
14. TO YOU
（作詞・作曲：桑田佳祐 / 編曲：サザンオールスターズ / 弦管編曲：八木正生）
15. 恋するマンスリー・デイ
（作詞・作曲：桑田佳祐 / 編曲：サザンオールスターズ）

### Vol.2 1980〜1982
1. C調言葉に御用心
（作詞・作曲：桑田佳祐 / 編曲：サザンオールスターズ / 弦編曲：新田一郎）
2. I AM A PANTY (Yes, I am)　※
（作詞・作曲：桑田佳祐 / 編曲：サザンオールスターズ / 管編曲：新田一郎）
3. 青い空の心 (No me? More no!)　※
（作詞・作曲：桑田佳祐 / 編曲：サザンオールスターズ）
4. いなせなロコモーション　※
（作詞・作曲：桑田佳祐 / 編曲：サザンオールスターズ）
5. ジャズマン (JAZZ MAN)　※
（作詞・作曲：桑田佳祐 / 編曲：サザンオールスターズ / 弦管編曲：八木正生）
6. ひょうたんからこま　※
（作詞・作曲：関口和之 / 編曲：サザンオールスターズ / 弦管編曲：八木正生）
7. わすれじのレイド・バック　※
（作詞・作曲：桑田佳祐 / 編曲：サザンオールスターズ）
8. シャ・ラ・ラ　※
（作詞・作曲：桑田佳祐 / 編曲：サザンオールスターズ / 弦編曲：八木正生）
9. ごめんねチャーリー　※
（作詞・作曲：桑田佳祐 / 編曲：サザンオールスターズ / 弦管編曲：八木正生）
10. MY FOREPLAY MUSIC
（作詞・作曲：桑田佳祐 / 編曲：サザンオールスターズ）
11. 朝方ムーンライト
（作詞・作曲：桑田佳祐 / 編曲：サザンオールスターズ）
12. Big Star Blues (ビッグスターの悲劇)
（作詞・作曲：桑田佳祐 / 編曲：サザンオールスターズ）
13. 栞のテーマ
（作詞・作曲：桑田佳祐 / 編曲：サザンオールスターズ）
14. チャコの海岸物語　※
（作詞・作曲：桑田佳祐 / 編曲：サザンオールスターズ / 弦管編曲：八木正生）
15. 翔(SHOW) 〜鼓動のプレゼント　※
（作詞・作曲：桑田佳祐 / 編曲：サザンオールスターズ）

### Vol.3 1983〜1984
1. 夏をあきらめて
（作詞・作曲：桑田佳祐 / 編曲：サザンオールスターズ / 弦管編曲：八木正生）
2. 流れる雲を追いかけて
（作詞・作曲：桑田佳祐 / 編曲：サザンオールスターズ / 弦管編曲：八木正生）
3. 匂艶(にじいろ) THE NIGHT CLUB
（作詞・作曲：桑田佳祐 / 編曲：サザンオールスターズ / 弦管編曲：八木正生）
4. 逢いたさ見たさ病めるMy Mind
（作詞・作曲：桑田佳祐 / 編曲：サザンオールスターズ）
5. 女流詩人の哀歌
（作詞・作曲：桑田佳祐 / 編曲：サザンオールスターズ / 管編曲：新田一郎）
6. Ya Ya (あの時代を忘れない)　※
（作詞・作曲：桑田佳祐 / 編曲：サザンオールスターズ / 弦管編曲：新田一郎）
7. シャッポ　※
（作詞・作曲・編曲：サザンオールスターズ）
8. ボディ・スペシャル II (BODY SPECIAL) ※
（作詞・作曲：桑田佳祐 / 編曲：サザンオールスターズ / 管編曲：新田一郎）
9. マチルダBABY
（作詞・作曲：桑田佳祐 / 編曲：サザンオールスターズ）
10. かしの樹の下で
（作詞・作曲：桑田佳祐 / 編曲：サザンオールスターズ）
11. そんなヒロシに騙されて
（作詞・作曲：桑田佳祐 / 編曲：サザンオールスターズ）
12. NEVER FALL IN LOVE AGAIN
（作詞・作曲：桑田佳祐 / 編曲：サザンオールスターズ）
13. EMANON
（作詞・作曲：桑田佳祐 / 編曲：サザンオールスターズ / 管編曲：八木正生）
14. 東京シャッフル　※
（作詞・作曲：桑田佳祐 / 編曲：サザンオールスターズ / 管編曲：八木正生）
15. Still I Love You　※
（作詞・作曲：大森隆志 / 編曲：サザンオールスターズ）

### Vol.4 1984〜1988
1. JAPANEGGAE (ジャパネゲエ)
（作詞・作曲：桑田佳祐 / 編曲：サザンオールスターズ & 矢口博康）
2. ミス・ブランニュー・デイ (MISS BRAND-NEW DAY)
（作詞・作曲：桑田佳祐 / 編曲：サザンオールスターズ / 弦編曲：新田一郎）
3. あっという間の夢のTONIGHT
（作詞・作曲：桑田佳祐 / 編曲：サザンオールスターズ）
4. シャボン
（作詞・作曲：桑田佳祐 / 編曲：サザンオールスターズ / 弦編曲：八木正生）
5. 海
（作詞・作曲：桑田佳祐 / 編曲：サザンオールスターズ / 管編曲：新田一郎）
6. 愛する女性(ひと)とのすれ違い
（作詞・作曲：桑田佳祐 / 編曲：サザンオールスターズ & 藤井丈司）
7. 死体置場でロマンスを
（作詞・作曲：桑田佳祐 / 編曲：サザンオールスターズ & 大谷幸）
8. Happy Birthday
（作詞・作曲：桑田佳祐 / 編曲：サザンオールスターズ & 藤井丈司）
9. メロディ (Melody)
（作詞・作曲：桑田佳祐 / 編曲：サザンオールスターズ）
10. 吉田拓郎の唄
（作詞・作曲：桑田佳祐 / 編曲：サザンオールスターズ & 藤井丈司 / 管編曲：新田一郎）
11. 鎌倉物語
（作詞・作曲：桑田佳祐 / 編曲：サザンオールスターズ / 弦編曲：大谷幸）
12. Bye Bye My Love (U are the one)
（作詞・作曲：桑田佳祐 / 編曲：サザンオールスターズ & リアル・フィッシュ）
13. 星空のビリー・ホリデイ
（作詞：桑田佳祐 / 作曲：桑田佳祐・八木正生 / 編曲：サザンオールスターズ & 八木正生）
14. 怪物君の空
（作詞・作曲：桑田佳祐 / 編曲：サザンオールスターズ & 藤井丈司）
15. おいしいね 〜傑作物語　※
（作詞・作曲：桑田佳祐 / 編曲：サザンオールスターズ & 小林武史）
16. みんなのうた　※
（作詞・作曲：桑田佳祐 / 編曲：サザンオールスターズ & 小林武史）